# Manuel Parreño
Manuel Parreño är en ort i Mexiko.   Den ligger i kommunen Río Bravo och delstaten Tamaulipas, i den östra delen av landet, 700 km norr om huvudstaden Mexico City. Manuel Parreño ligger 36 meter över havet och antalet invånare är 181.
Terrängen runt Manuel Parreño är mycket platt, och sluttar österut. Runt Manuel Parreño är det ganska tätbefolkat, med 60 invånare per kvadratkilometer. Närmaste större samhälle är Cándido Aguilar, 12,2 km sydost om Manuel Parreño. Trakten runt Manuel Parreño består till största delen av jordbruksmark.